# Толле, Экхарт
Экхарт Толле (нем. Eckhart Tolle; имя при рождении: Ульрих Леонард Толле; род. 16 февраля 1948, Германия) — немецкий писатель и духовный оратор. 
В 2011 году он занял первое место в списке «Watkins Review» как самый влиятельный духовный учитель в мире. 
В 2008 году «Нью-Йорк Таймс» назвал Толле «самым популярным автором духовной литературы в Соединенных Штатах».
Автор бестселлера «Сила настоящего». Эта книга была впервые издана в 1997 году тиражом 3000 экземпляров, в 1999 году переиздана большим тиражом. С тех пор она стала приобретать всё большую популярность и к 2010 году была переведена на 33 языка, и девять лет (на 2019 год) возглавляла список самых продаваемых книг по оценкам «Нью-Йорк Таймс».
Ещё один бестселлер, написанный Экхартом Толле — «Новая Земля».
В 2008 году около 35 миллионов человек увидело серию из десяти живых трансляций с его участием в телевизионных "Ток-шоу Опры Уинфри". Экхарт не отождествляет себя с какой-либо конкретной религией, но он находился под влиянием широкого спектра духовных течений. Проживает в Канаде, в Ванкувере, со своей гражданской женой Ингой Ким.

## Биография

### Ранние годы и образование
Экхарт Толле родился в Германии в местечке Люнен неподалёку от Дортмунда (ФРГ). Он сменил имя в знак почитания Средневекового немецкого христианского мистика Майстера Экхарта (1260 - 1328). 
В одном из своих интервью он рассказывает о своём несчастливом раннем детстве, проведенном в Германии, вплоть до тринадцати лет, описывая конфликтную обстановку дома и неприятную враждебную атмосферу в школе, где он учился в начальных классах. В возрасте тринадцати лет он переехал к отцу в Испанию, где тот предложил ему либо учиться в школе со всеми, либо приглашать учителей на дом. Толле выбрал образование на дому, и до двадцти двух лет по его словам не посещал обычные учебные заведения. Вместо этого он подошёл к процессу обучения по-своему, изучая философию, основы творческого начала, литературу, астрономию и языки.

В 19 лет он переехал в Англию, где три года преподавал немецкий и испанский языки для бизнесменов при лондонской школе.) В конце этого периода, испытывая сильную депрессию, обеспокоенность и страх, он «начал искать ответы, обращаясь к самой жизни». В интервью журналу «Telegraph» он сказал: 
К 23 годам… я стал интересоваться возможностями интеллекта человека. Мои мысли становились все активнее. Я искал ответ внутри своих мыслей, через философию,  психологию и литературу, полагая, что ответ должен быть найден в лабиринтах философских размышлений. Это было в тот период, когда я готовился к поступлению в университет и ходил на вечерние курсы.
После окончания Лондонского Университета он поступил в Кембридж в 1977 году, где начал свою деятельность в качестве аспиранта.

### Глубокая внутренняя трансформация сознания
В 1977 году после длительной депрессии, граничащей со склонностью к самоубийству, он по его словам  пережил состояние глубокой внутренней трансформации собственной личности и всего, с чем себя ранее ассоциировал. Это изменило всю его дальнейшую жизнь. В интервью с Джоном Паркером он рассказал, как в ту ночь он проснулся от сильного ощущения давления депрессии на его сознание, которое было «почти невыносимым»:
Я больше не могу жить с самим собой. Следом возник вопрос, который остался без ответа: Кто «Я», с которым я сам не могу жить? И кто такой «я сам»? Я чувствовал, как меня словно втянуло в какую-то пустоту. В тот момент я не осознавал то, что в действительности произошло: созданное мыслью воображаемое моё несчастное «Я», со всеми мыслеобразами страдающего меня, лежащими в плоскости прошло-будущей мысленной проекции жизни, полностью рухнули. Всё это исчезло. На следующее утро я проснулся и обнаружил, что всё во мне пребывает в необычайном внутреннем спокойствии и равновесии. Это моё спокойствие глубокого внутреннего равновесия было внутри меня, ибо там больше не было прежнего моего «я сам». Во всём было лишь ощущение силы присутствия или ощущения силы жизненной энергии, безмолвно наблюдающей за происходящим.
На следующее утро Толле долго бродил по Лондону, поражаясь тому, «насколько всё вокруг было удивительно прекрасным, и во всём ощущалось присутствие спокойствия глубокого внутреннего равновесия, даже в дорожном движении». С тех пор он стал постоянно ощущать внутри себя силу присутствия этого спокойствия глубокого внутреннего равновесия в любой ситуации. После этого случая Толле стал часто проводить время в парке Рассел-сквер, в центре Лондона, сидя на скамейке в состоянии глубокого внутреннего блаженства, наблюдая за прохожими. В то время он жил у своего друга, временами останавливался в буддистском монастыре, а временами ночевал под открытым небом в Хэмпстед-Хитском лесопарке. Его семья считала его «безответственным или даже безумным». Многие люди, включая бывших его сокурсников по Кембриджу, задавались вопросом, что с ним произошло и во что он теперь верит. Вскоре Толле переехал на юго-запад Англии в местечко Гластонбери, в трёх часах езды от Лондона, в некое место альтернативного образа жизни в графстве Сомерсет, где провёл более пяти лет, после чего вернулся в Лондон уже в качестве духовного учителя.

### Карьера
В 1995 году, после неоднократных посещений западного побережья Северной Америки, Экхарт Толле в свои 47 лет обосновался в Ванкувере, в Британской Колумбии, Канада. Вскоре после этого Толле публикует свою книгу «Сила настоящего» (или, в новом русском переводе, «Сила вечно непрерывного „сейчас“»). К 2008 году книга была переведена на 33 языка, включая арабский. Несмотря на критику некоторых СМИ, к августу 2000 года эта книга оказалась на страницах "Нью-Йорк Таймс" в списке самых продаваемых книг, а спустя два года возглавила его.
В 2010 году, спустя почти десять лет, книга все ещё остается в списке. Сейчас Экхарт Толле проводит редкие лекции и ежемесячно выпускает передачи интернет-телевидения "Экхарт Толле ТВ" (англ. Eckhart Tolle TV). Находится на второй строчке списка "100 самых влиятельных духовных лидеров современности за 2012 год" после Далай-Ламы XIV по версии журнала "Watkins' Mind Body Spirit". В сентябре 2017 года Экхарт Толле впервые посетил Россию, где он выступал перед рекордным количеством участников за всю историю своих лекций.

## Книги, изданные на английском
- The Power of Now: A Guide to Spiritual Enlightenment, New World Library, October, 1999 ISBN 1-57731-152-3 (HC) ISBN 1-57731-480-8 (PB)
- Practicing the Power of Now: Essential Teachings, Meditations, and Exercises from The Power of Now, New World Library, October 10 2001 ISBN 1-57731-195-7 (HC)
- Stillness Speaks, New World Library, August, 2003 ISBN 1-57731-400-X
- A New Earth: Awakening to Your Life’s Purpose, Dutton, October 11 2005 ISBN 0-525-94802-3

## Книги изданные по-русски
"Сила момента сейчас" опубликована в 1997 году.
"Тишина говорит"  - в 2003 году.
"Новая земля" опубликована в 2005 году. 
Впоследствии опубликован и ряд других  книг Экхарта Толле.
В 2020-е годы русские переводы книг его продолжают переиздаваться.